# .om

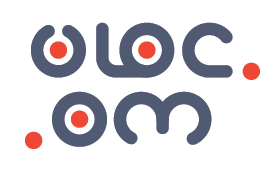
.om 로고.

.om은 오만의 인터넷 국가 코드 최상위 도메인이며 O로 시작하는 유일한 도메인이다.

## .om 존
최상위 .om은 다음의 도메인 존을 구성한다:
| 존         | 등록 분류                                                                              |
| ---------- | -------------------------------------------------------------------------------------- |
| .om        | 오만의 정부 및 인가받은 기업의 관리처. 2014년 이후부터 오만의 기업과 개인도 이용 가능. |
| .co.om     | 오만의 등록 기업, 사업체                                                               |
| .com.om    | 오만의 등록 기업, 사업체                                                               |
| .org.om    | 오만이 허가한 비영리 기업                                                              |
| .net.om    | 오만의 통신 서비스 제공자                                                              |
| .edu.om    | 공립/사립 교육 기관                                                                    |
| .gov.om    | 오만의 정부 기관                                                                       |
| .museum.om | 오만 박물관을 운영하거나 소유한 정부 또는 개인 단체                                    |
| .pro.om    | 오만이 허가한 전문가 협회 및 교역 연합                                                 |
| .med.om    | 정부 또는 개인의 의료 기업                                                             |